# Relaciones Costa Rica-Rusia

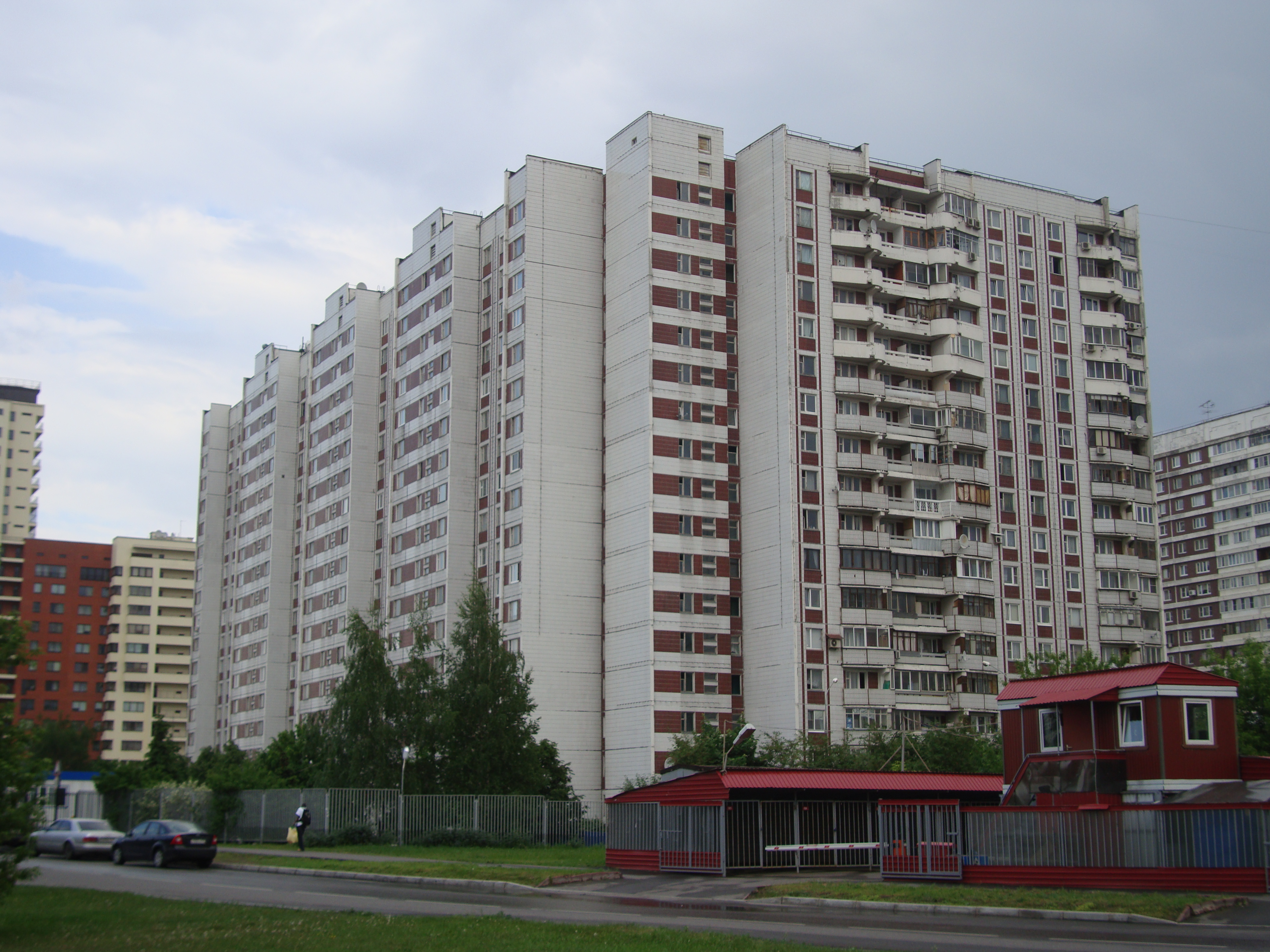
Embajada costarricense en Moscú

Costa Rica y Rusia sostienen relaciones diplomáticas desde 1872 cuando se dieron los primeros intercambios de correspondencia diplomática entre el presidente Tomás Guardia de la Primera República de Costa Rica y el Zar Alejandro II del Imperio Ruso. Nicolás II autoriza el 23 de julio de 1912 a Moritz Borisovich Berstein como cónsul honorífico ante Costa Rica. Mientras el Marqués de Peralta, embajador de Costa Rica en Europa, logra el permiso del gobierno zarista para el establecimiento de un consulado tico en San Petersburgo durante la Primera Guerra Mundial, pero el tumultuoso período político de Rusia imposibilitan que el proyecto se concrete.
Intercambios de correspondencia diplomática se continuarían con los sucesivos presidentes y zares hasta que se interrumpirían siendo la última una carta de felicitación remitida por el zar Nicolás II al presidente Alfredo González Flores por su elección, poco antes de que se sucitaría la revolución rusa en 1917 y el derrocamiento del Zar. Similarmente, en Costa Rica el presidente González Flores fue derrocado en el golpe de 1917 asumiendo el poder su ministro de guerra Federico Tinoco Granados, quien informa al entonces Jefe Provisional del gobierno ruso, Georgi Lvov sobre su ascensión.
Costa Rica no reconocería al gobierno soviético rompiendo relaciones con el régimen socialista. En 1928 una propuesta del diputado izquierdista Pbro. Jorge Volio ante el Congreso Constitucional fue presentada para reconocer a la Unión de Repúblicas Socialistas Soviéticas, pero fue rechazada de plano por la Cancillería. Aun así, el presidente Ricardo Jiménez Oreamuno remitiría un saludo de año nuevo al pueblo soviético en 1941.
Las relaciones diplomáticas serían restauradas el 8 de mayo de 1944 tras el reconocimiento de Costa Rica a la Unión de Repúblicas Socialistas Soviéticas por intermediación de México y probablemente ayudado por las buenas relaciones que tenía el gobierno de Teodoro Picado Michalski con el Partido Comunista Costarricense, su aliado.
En 1948 la Junta Fundadora de la Segunda República presidida por José Figueres Ferrer, que gobernaba el país tras una revolución que derrocó a Picado, rompió las relaciones con la URSS y proscribió el Partido Comunista. A partir de 1948 Costa Rica inició una política internacional anticomunista que le sería típica, y entre otras cosas, fue uno de los países que votaron una proclama en las Naciones Unidas contra el autoritarismo de la URSS.
A pesar de esto, las relaciones con la URSS se restablecen en 1970 bajo el tercer y último gobierno de Figueres. A partir de 1991 la embajada soviética pasa a ser de la Federación Rusa.